# SaX

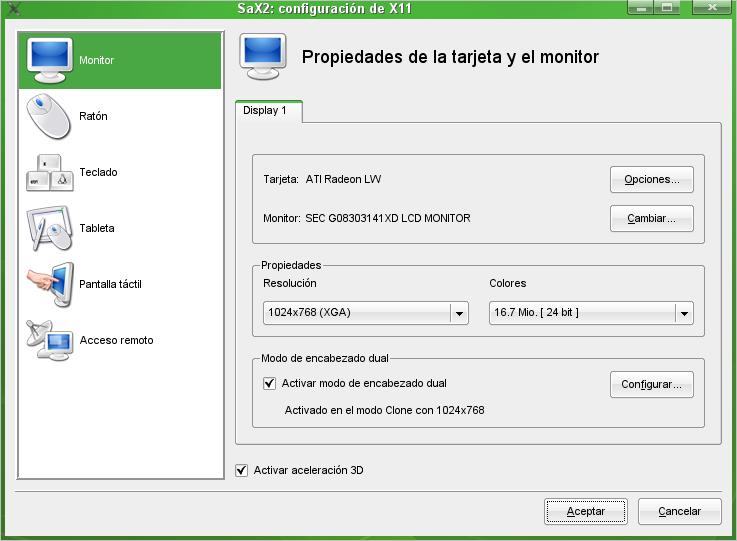
SaX2 mostrando la configuración de la tarjeta y el monitor.

SaX (SUSE Automated X configuration), es el configurador de monitor y tarjeta de video de SUSE Linux de Novell y openSUSE.
Junto con YaST, son las herramientas más potentes y de uso sencillo para la administración de sistemas GNU/Linux.
SaX2 (la versión 2 de SaX), es un módulo de YaST utilizado para configurar el sistema de manera gráfica X11. Trae una interfaz simple que automáticamente configura el escritorio. SaX2 es también personalizable y puede ser utilizado para configurar características avanzadas como múltiples monitores o pantallas táctiles (touchscreens) con facilidad. También configura automáticamente los controladores propietarios de tarjetas ATI o Nvidia si estos se encuentran instalados en la computadora.
SaX2 también nos permite configurar el ratón, teclado, tabletas gráficas, pantalla táctil y configurar el acceso remoto al monitor, teclado y ratón de una sesión X.
- Datos: Q9072407